# Wortelhoutspanner
De wortelhoutspanner (Eulithis prunata) is een vlinder uit de familie van de spanners. De vlinder heeft een spanwijdte van 37 tot 42 millimeter en is daarmee een grotere vlinder in deze familie.
De vliegtijd van de vlinder is van juni en tot en met augustus. Waardplanten komen uit de ribesfamilie. De soort overwintert als ei.
De vlinder komt vooral voor in bosrijke gebied en tuinen. In Nederland en België is de soort algemeen.

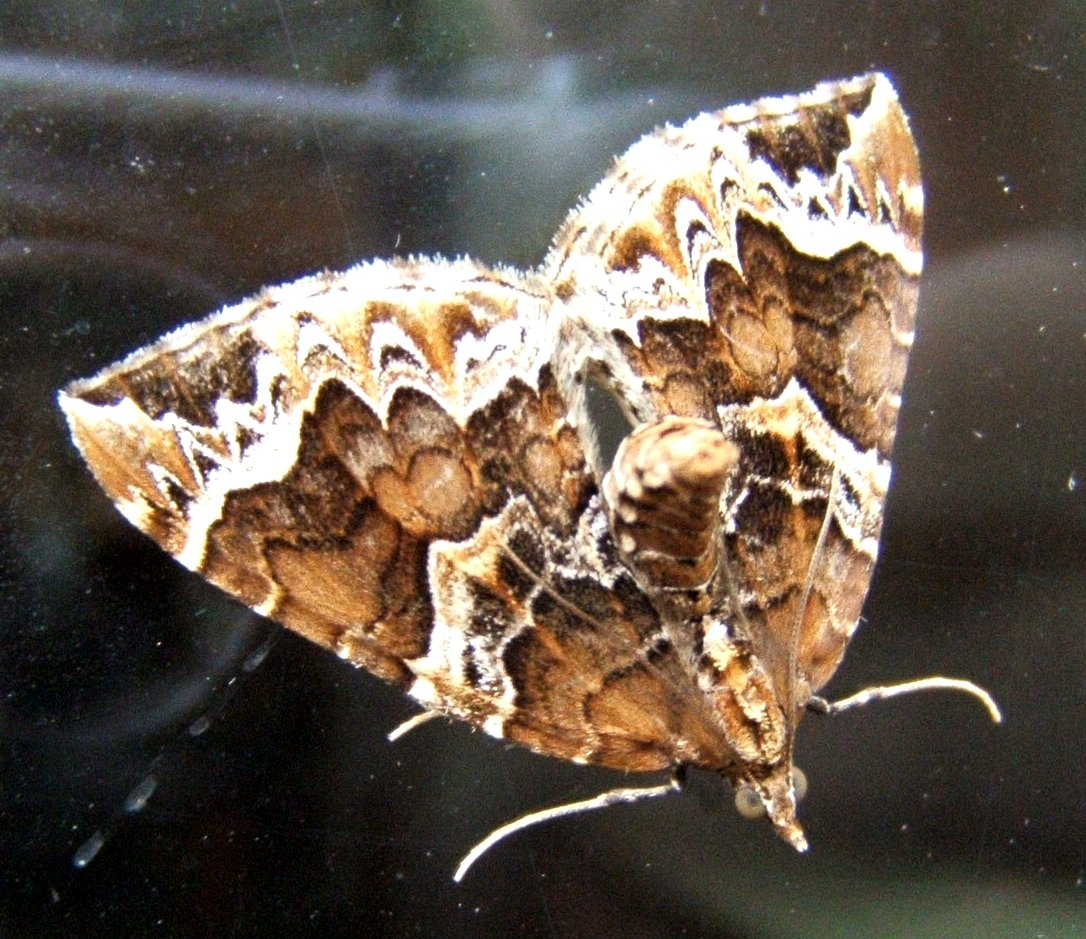
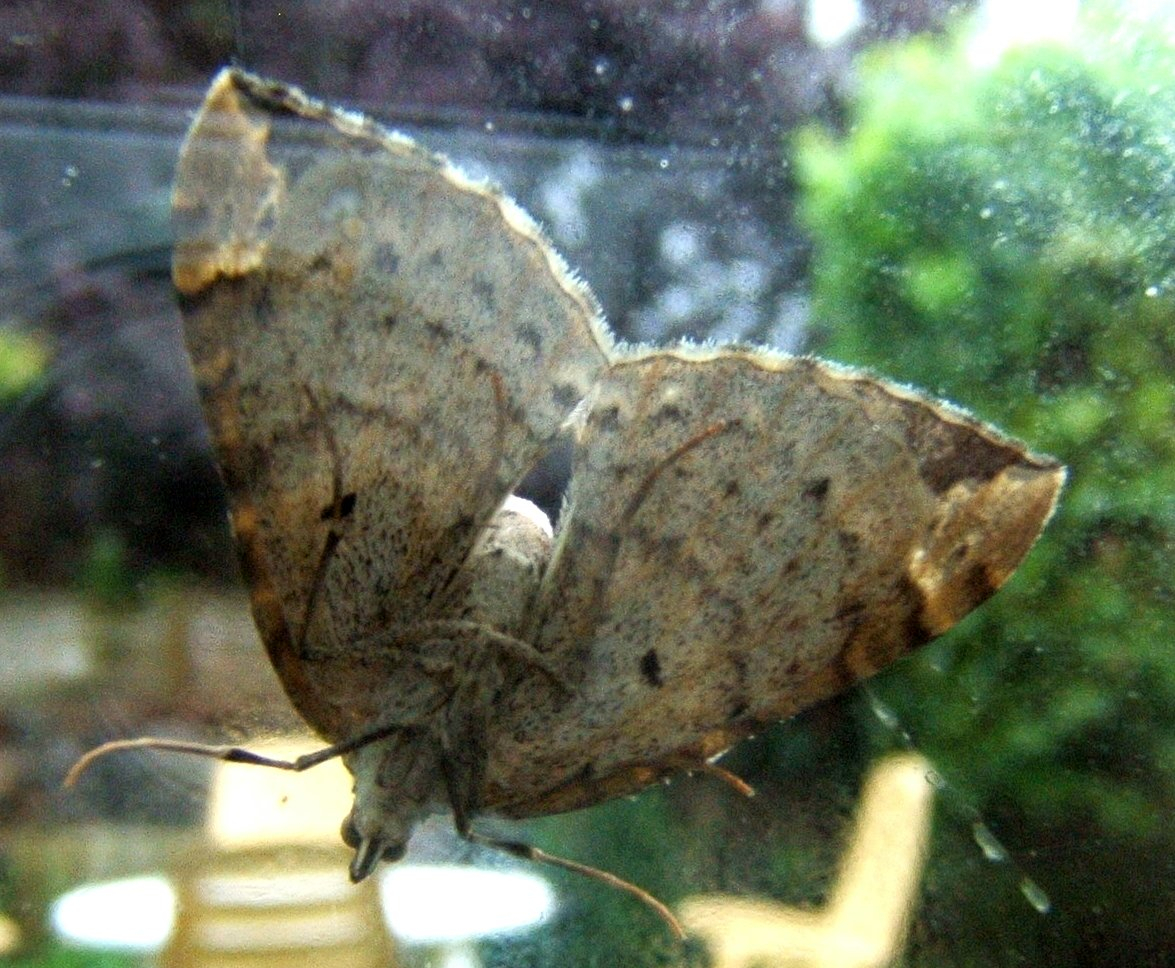
onderzijde (door een ruit)

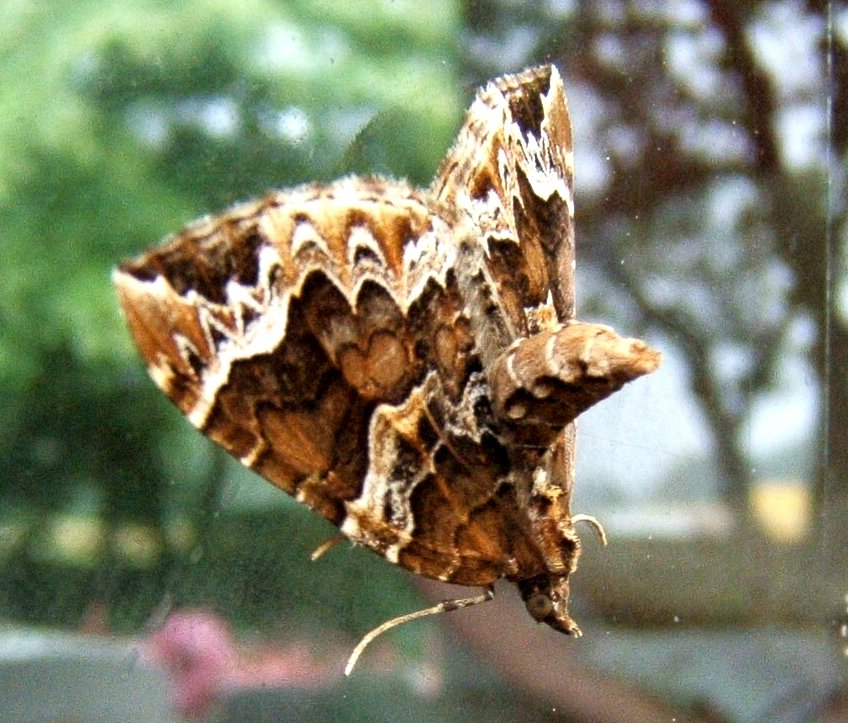
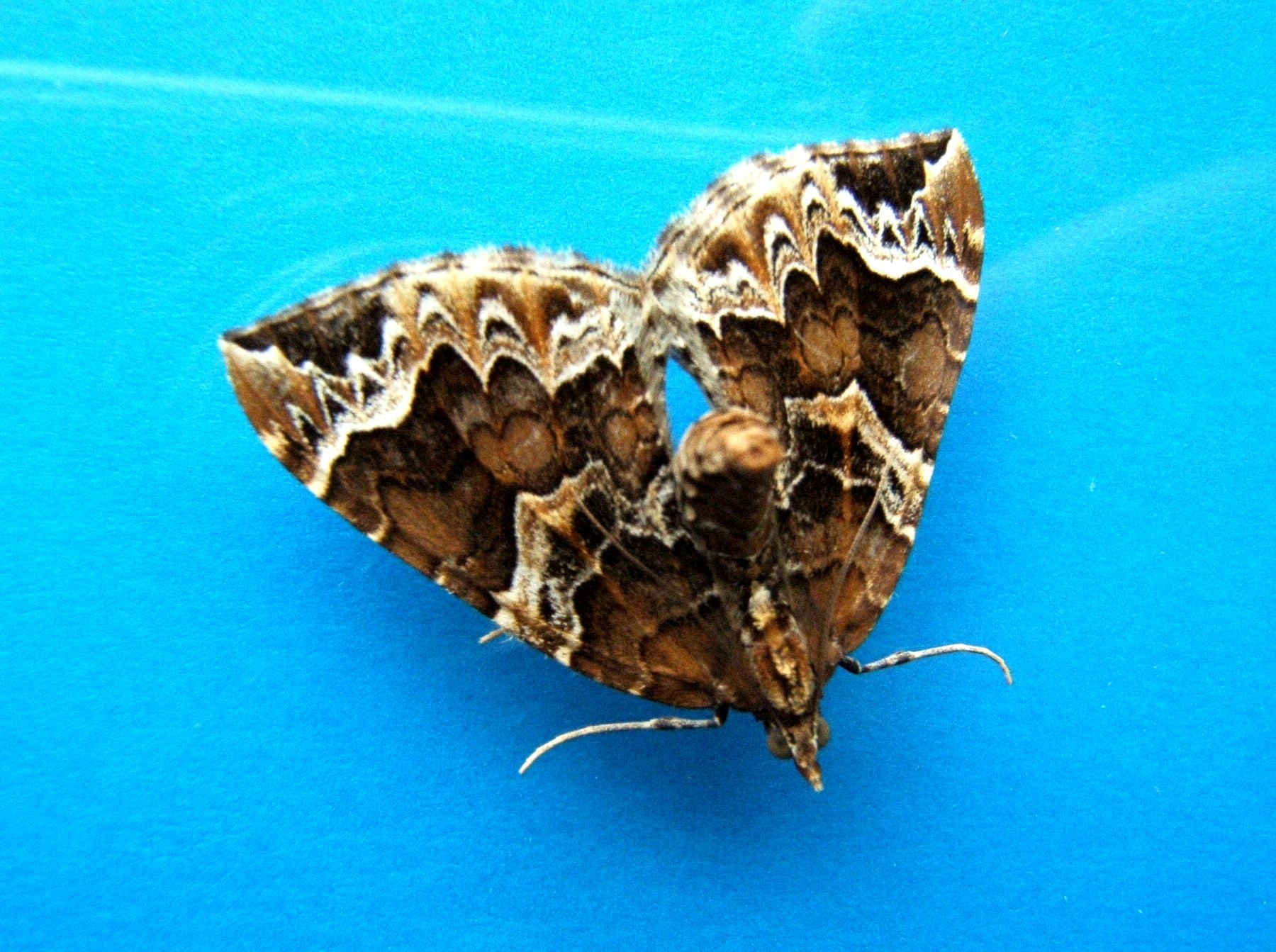